# Khnata bent Bakkar
Khnata bent Bakkar eller Hinata binti Bakar al-Gul, död 1754, var en marockansk författare och de facto regent. 
Hon var en av gemålerna till Ismail Ibn Sharif, sultan av Marocko 1672-1727. Hon var en av sultanen fyra hustrur, jämsides med Halima Al Sufyaniyah, Lalla Umm al-Iz at-Taba och Zaydana. Sultanen hade utöver sina fyra hustrur också tusentals slavkonkubiner och hundratals barn.  Hon tillhörde en berberstam, och hade givits som brud i gåva av stammens hövding då den 1678 underkastade sig marockanskt styre efter en av Ismails krigståg i söder. 
Sultanen tillät henne att engagera sig politiskt, och hon fungerade som hans privatsekreterare och "första minister". 
Sultanens död 1727 inledde en lång period av politisk instabilitet, när hans tio söner utmanade varandra om makten. Under denna period, från 1727 till hennes död 1754, utövade hon ett starkt politiskt inflytande: hon stödde sin son under tronstriderna, agerade som hans rådgivare och första minister. Hon tillskrivs äran av att ha lyckats stabilisera den politiska situationen efter flera års oroligheter, då hon efter att ha agerat medlare mellan sin son och hans bröder under tronstriderna lyckades säkra hans styre och därmed avsluta tronstriderna.  
Hon författade kommentarer på Ibn Haggar al-Asqalanis verk Al-Isaba fi Marifat as-Sabaha, och har också efterlämnat en del politisk korrespondens.